# Trompetenpfifferling
Der Trompetenpfifferling (Craterellus tubaeformis, Synonyme: Cantharellus infundibuliformis und Cantharellus tubaeformis) ist eine Pilzart aus der Familie der Stoppelpilzverwandten (Hydnaceae). Wegen der hohlen Fruchtkörper wird die Art auch Durchbohrter Leistling genannt. Ein weiterer Name ist Herbstpfifferling, der aus der Erscheinungszeit der Pilze resultiert. Der Trompetenpfifferling ist ein Mykorrhizapilz und kommt überwiegend in Fichten- und Tannenwäldern auf saurem, gerne feuchtem Boden vor. Oft fruktifiziert die Art sehr zahlreich und bedeckt dann rasig den Waldboden.

## Merkmale

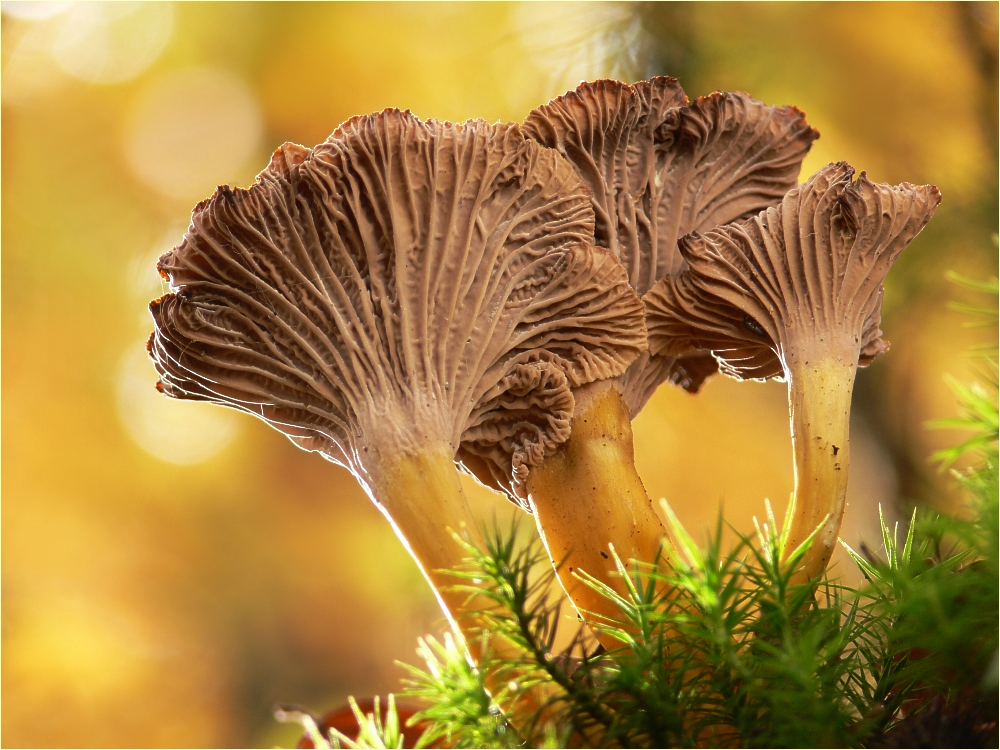
Ältere Trompetenpfifferlinge (Cantharellus tubaeformis) zeigen deutlich ausgeprägte, querverbundene Leisten.

Der kreisel-, tüten- oder trichterförmige Fruchtkörper ist oft gänzlich hohl durchbohrt. Die Farbe seiner Oberseite variiert mit fließenden Übergängen von olivgrau über gelbgrau bis ockerbraun, in seltenen Fällen auch ganz kanariengelb. Er misst 2–6(-10) cm in der Höhe und wird im Durchmesser ebenso groß. Eine Untergliederung in Hut und Stiel liegt nicht vor, auch wenn es auf den ersten Blick so scheint. Die matte, hellgelbe, graugelbe oder unscheinbar graue Unterseite wirkt in der Regel deutlich leistenartig, selten auch lamellenartig, bis hin zum Stielteil. Dieses ist nie wirklich rund und von dunkler graugelber oder ockerbrauner Farbe. Die Basis des Fruchtkörpers ist gefältelt, spitz zusammengezogen und heller. Das Sporenpulver ist weißlich.

## Artabgrenzung

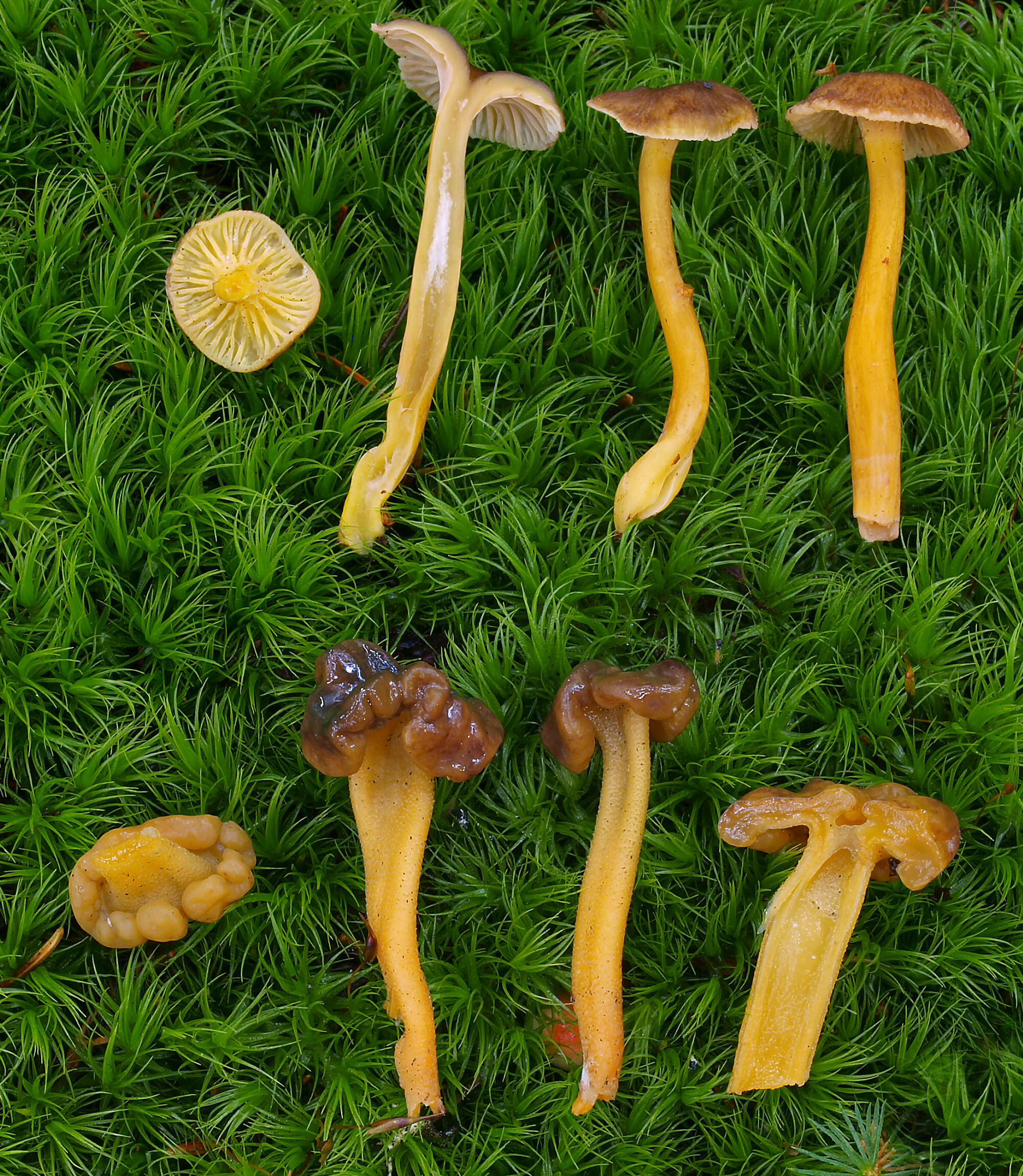
Verwechslungsmöglichkeit: oben der essbare Trompetenpfifferling (Craterellus tubaeformis) und unten das giftige Gallertkäppchen (Leotia lubrica)

### Starkriechender Trompetenpfifferling
Der ebenfalls essbare Starkriechende Trompetenpfifferling sieht dem Trompetenpfifferling zum Verwechseln ähnlich, besitzt aber ein faltig-runzeliges Hymenophor ohne ausgeprägte Leisten. Beide Arten können aufgrund ihrer gleichen Ökologie durcheinander wachsen.

### Grüngelbes Gallertkäppchen
Auch das giftige Gallertkäppchen wächst an Standorten des Trompetenpfifferlings. Die Fruchtkörper sind jedoch gummiartig-gelatinös, die Stiele mit annähernd gleichfarbigen Schüppchen besetzt und die Unterseiten der Köpfchen zeigen weder Leisten noch faltige Runzeln.

## Ökologie

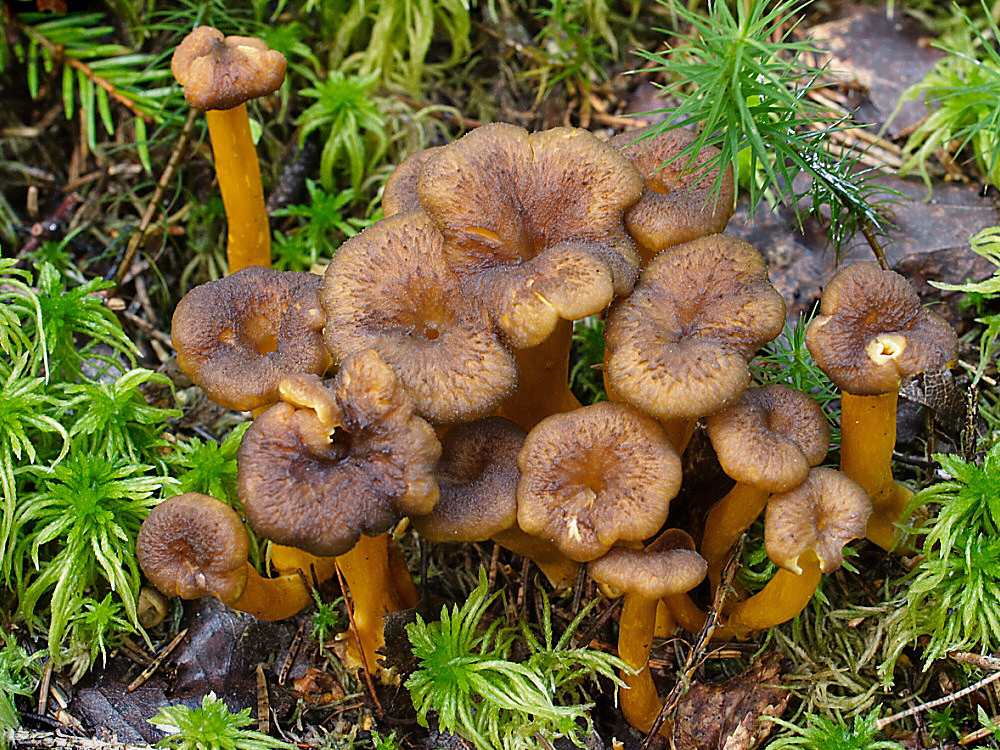
Trompetenpfifferlinge (Craterellus tubaeformis) wachsen gesellig bis rasig auf sauren Böden feuchter Fichtenwälder.

Der Trompetenpfifferling ist ein Mykorrhizapartner verschiedener Nadelbäume, vor allem der Fichte und der Tanne, gelegentlich auch von Laubbäumen. Er wächst in bodensauren, basen- und nährstoffarmen Buchen-, Tannen- und Fichtenwäldern auf mäßig bis deutlich feuchten Böden. Über basischem oder neutralen Gestein erscheint er nur, wenn darüber saure Böden anstehen. Der Trompetenpfifferling fruktifiziert von August bis November, bei regnerischem Wetter können auch schon im Juli Fruchtkörper gefunden werden. Die Fruchtkörper erscheinen gesellig, oft zwischen Moosen.

## Verbreitung
Der Trompetenpfifferling ist holarktisch verbreitet und wird entsprechend in Europa, Nordasien und Nordamerika gefunden. In Deutschland ist er weit verbreitet, nördlich der Mittelgebirge gibt es Verbreitungslücken.

## Bedeutung
Der Trompetenpfifferling ist essbar und gilt als guter Speisepilz.

## Taxonomie
In der Vergangenheit führte das Epitheton lutescens zu Verwirrungen. Zum einen wurde es für eine Varietät des Trompetenpfifferlings mit gänzlich gelben Fruchtkörpern – teils auf Artrang – gebraucht und zum anderen bezeichnete es den Starkriechenden Trompetenpfifferling mit freudig orange-gelben Stielen, faltigem Hymenophor ohne Leisten und deutlich ausgeprägtem Aprikosengeruch (syn. Cantharellus aurora, Cantharellus xanthopus). Mittlerweile wurde der Name für die letztgenannte Art konserviert und kann deshalb nicht mehr für die Varietät des Trompetenpfifferlings verwendet werden.
Die taxonomische Separation diverser Varietäten des Trompetenpfifferlings von der Typusvarietät erscheint heute obsolet. So hat sich bei den Kraterellen beispielsweise gezeigt, dass gelbe und rosa Totentrompeten nur aberrante Formen der eigentlichen Totentrompete darstellen.